# Plateresque
Le style plateresque (plateresco en espagnol) est un style architectural de transition entre l'art gothique et la Renaissance. Il s'est tout particulièrement développé en Espagne, entre la fin du XVe et la fin du XVIe siècle. À la suite de l'expansion coloniale espagnole, il se diffuse également largement dans les colonies espagnoles d'Amérique et d'Asie.
Il résulte d'une évolution de l'art gothique de la péninsule ibérique, réunissant des caractéristiques des styles gothiques flamand, lombard et mudéjar. On distingue deux phases, la première, de 1480 à 1520 environ, souvent appelée « gothique isabélin », et la deuxième, de 1520 à 1560, qualifiée de « Renaissance plateresque ». Ce style a ses caractéristiques propres et originales, qui le distinguent d'autres formes de gothique tardif ou d'art renaissant.

## Étymologie
Le mot français « plateresque » est la francisation de l'espagnol plateresco, dérivé de platero qui signifie « orfèvre » (de plata, « argent »).
Le terme est utilisé pour la première fois en 1539 par l'écrivain espagnol Cristóbal de Villalón, qui compare la façade de la cathédrale de León au travail d'un orfèvre : le terme « plateresque », qui signifie « à la manière des orfèvres », sert donc à nommer ce style si complexe, s'apparentant plus au travail de l'argent qu'à celui de la pierre.

## Contexte
Le style gothique français s'était déjà adapté, en Espagne, aux traditions locales, avec le recours à de petites fenêtres — bien plus petites que ne le permettait le style de construction — ou encore des toits aux pentes beaucoup moins prononcées, parfois même plats. Quand arriva le classicisme de la Renaissance, l'Espagne n'ayant redécouvert que peu d'édifices de l'Antiquité classique, il ne rencontra pas d'adhésion immédiate auprès des architectes espagnols, qui considéraient la Renaissance comme étant un mouvement purement italien. Le style gothique fut donc vu comme une forme d'art national espagnol.
De plus, l'Espagne connaissait un certain enrichissement, dans la mesure où les guerres de la Reconquista s'achevaient. L'« année cruciale », 1492, en vit d'ailleurs la fin, avec la découverte d'un monde plein de richesses pour la couronne espagnole. La richesse de la décoration correspond, de façon architecturale, à l'enrichissement spectaculaire que connut le pays.

## Caractéristiques

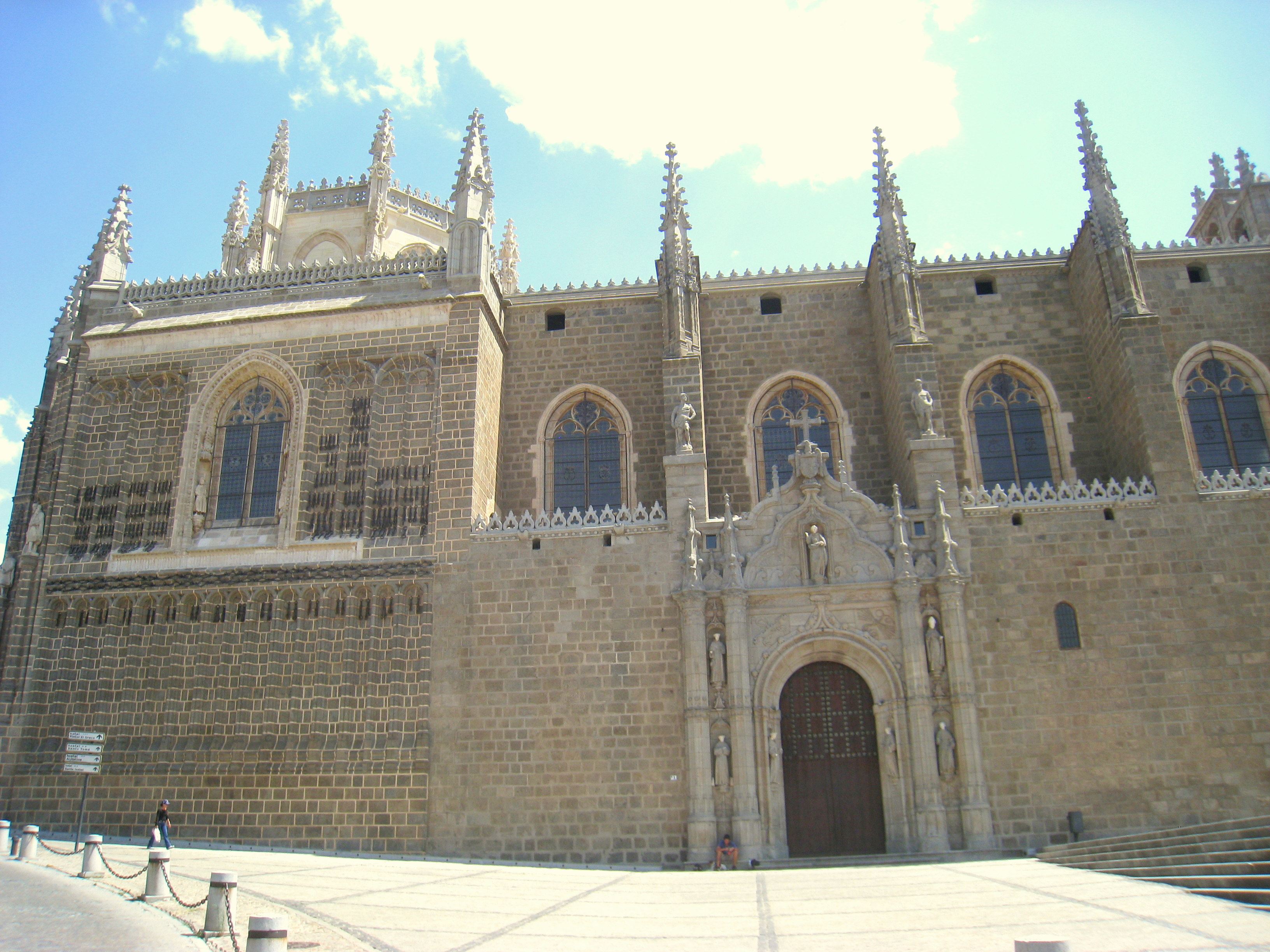
Monastère Saint-Jean-des-Rois à Tolède, style « isabélin ».

Le style plateresque est à l'origine issu du gothique tardif. Mais on retrouve l'influence de la tradition castillane dans les rappels de l'art mudéjar, avec des ornements d'origine islamique, et de l'art gothique flamand, particulièrement dans ses aspects les plus flamboyants.
Mais surtout, le style plateresque se caractérise par l'introduction d'éléments décoratifs plutôt que structurels : il voit le triomphe du décor sur des structures qui demeurent fréquemment gothiques. On retrouve une grande exubérance ornementale, avec des façades fortement ornées de blasons, de couronnes, de nuages célestes, d'encadrements, de symboles religieux, de fruits, de pinacles. Il incorpore également des éléments de la Renaissance italienne comme les colonnes ou quelques éléments décoratifs.

## Formes diverses du plateresque

### Premier style ou style «isabélin»

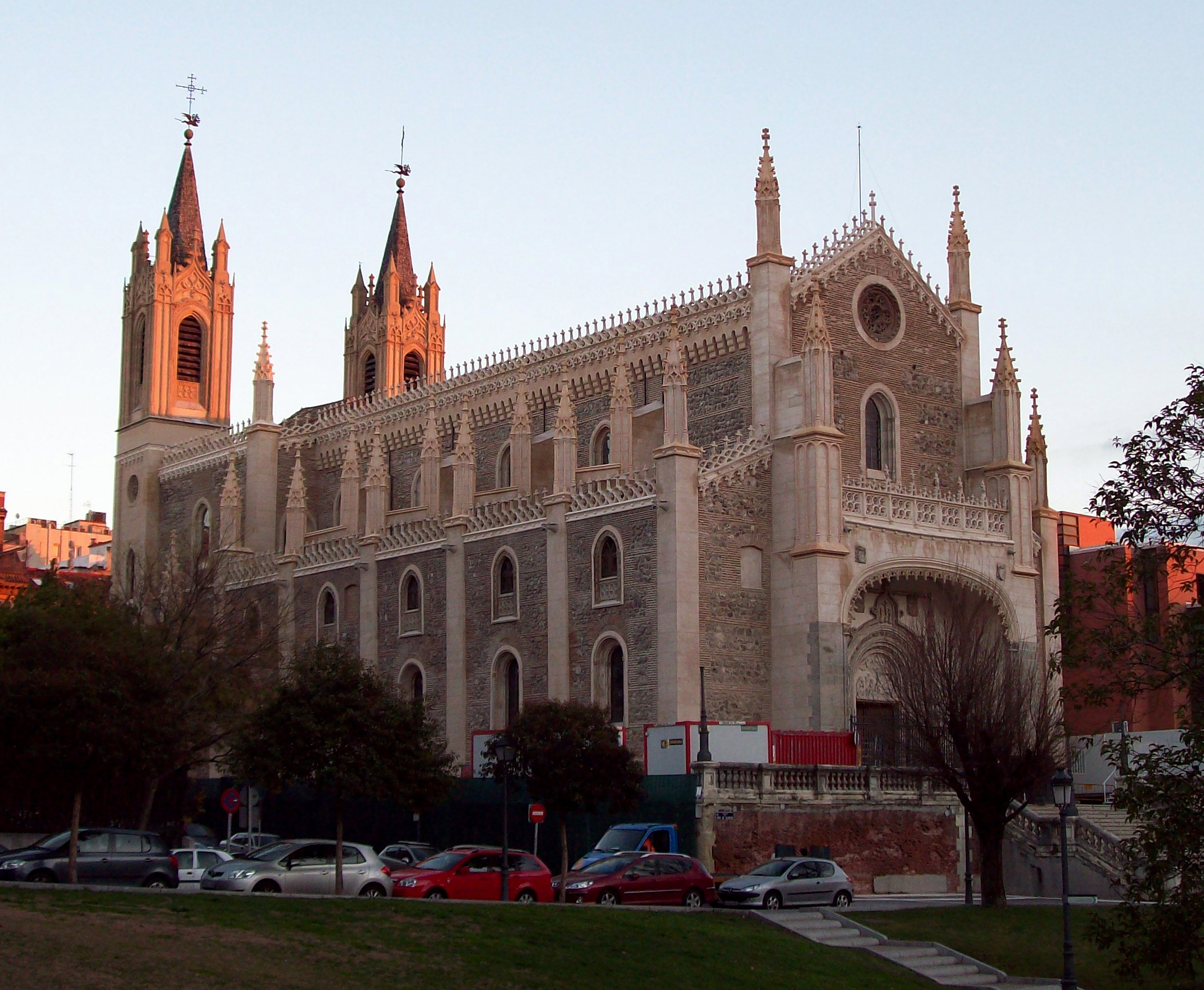
Église de Saint-Jérôme, Madrid, caractéristique du Premier style gothique isabélin.

La première phase du style plateresque, qui a duré d'environ 1480 à 1520, est également appelée « style gothique plateresque », « gothique hispano-flamand », ou encore « gothique isabélin » ou « des Rois catholiques ». Il s'est en effet développé dans les pays de la couronne de Castille, sous le règne des « Rois catholiques », Isabelle de Castille et Ferdinand d'Aragon. D'ailleurs, la plupart des édifices construits dans ce style furent des commandes des Rois catholiques ou furent d'une quelconque manière patronnés par eux.
Durant cette phase, les formes du gothique flamboyant sont encore dominantes, et les éléments Renaissance restent peu utilisés ou de façon mal comprise (selon les canons de la Renaissance artistique). On retrouve la prédominance des motifs héraldiques et épigraphiques. L'un des traits de décoration les plus marquants est l'utilisation récurrente des symboles du joug, des flèches et de la grenade, qui font directement référence aux deux monarques espagnols. On retrouve également le motif des boules pour décorer les édifices.
Le style isabélin est particulièrement bien représenté par les œuvres des architectes Enrique Egas, l'architecte des Rois catholiques, Juan de Álava ou encore Diego de Riaño.

### Second style ou «style Renaissance plateresque»

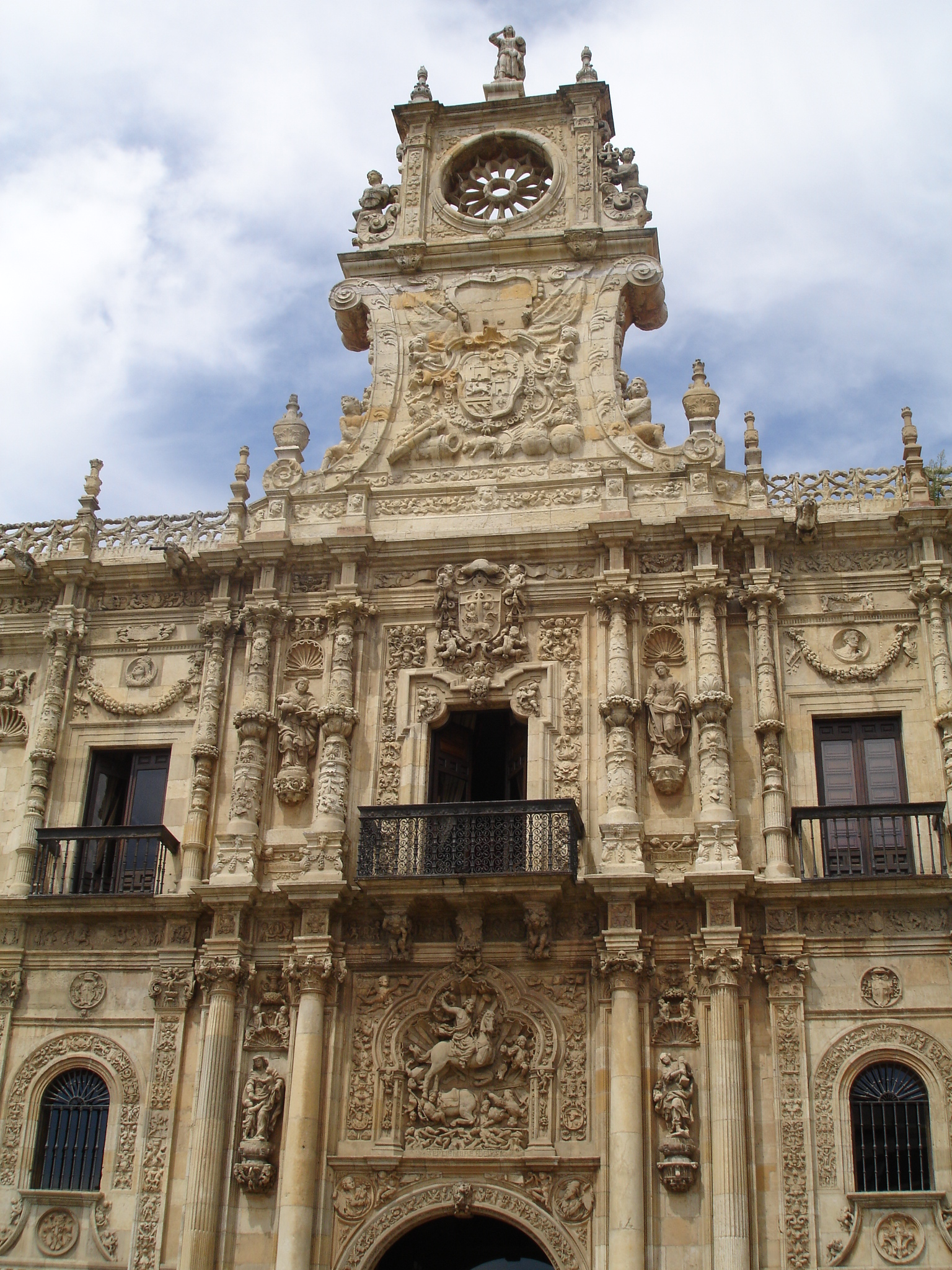
La façade de l'hôtel Saint-Marc à León.

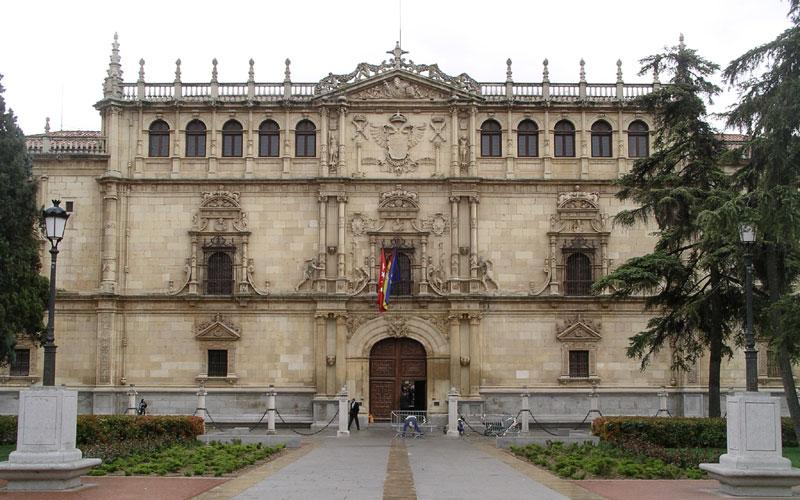
La façade de l'université d'Alcalá de Henares.

La seconde phase du style plateresque, qui a duré de 1520 à 1560, est aussi appelée « Renaissance plateresque ».
Elle se caractérise par la domination des éléments architectoniques et décoratifs de la Renaissance, qui s'imposent aux motifs gothiques. Le style évolue vers une plus grande pureté, plus sévère et harmonieuse, avec des formes géométriques massives, tandis que l'utilisation correcte du vocabulaire architectural classique se fait plus fréquente. Les voûtes rondes ou en dôme tendent à remplacer les voûtes gothiques. Cependant, même l'équilibre des formes sembla trop exubérant au jeune roi Philippe II, qui évolua vers un style encore plus sobre, caractérisé par la construction de l'Escorial à partir de 1556.
C'est l'architecte et sculpteur Diego de Siloé qui en est le meilleur représentant. On peut également remarquer les travaux d'Alonso de Covarrubias et de Rodrigo Gil de Hontañón.

## Principaux bâtiments
Les architectes espagnols élevèrent de nombreux bâtiments, sur commande de l'Église et des grands nobles espagnols. Les constructions de style plateresque sont donc tout à fait diverses, comme des églises et des palais, mais aussi des hôpitaux et des collèges universitaires. On retrouve d'ailleurs le style plateresque aussi bien en Espagne que dans les territoires des Indes espagnoles.
Les bâtiments les plus représentatifs du style plateresque sont :

### Églises et monastères

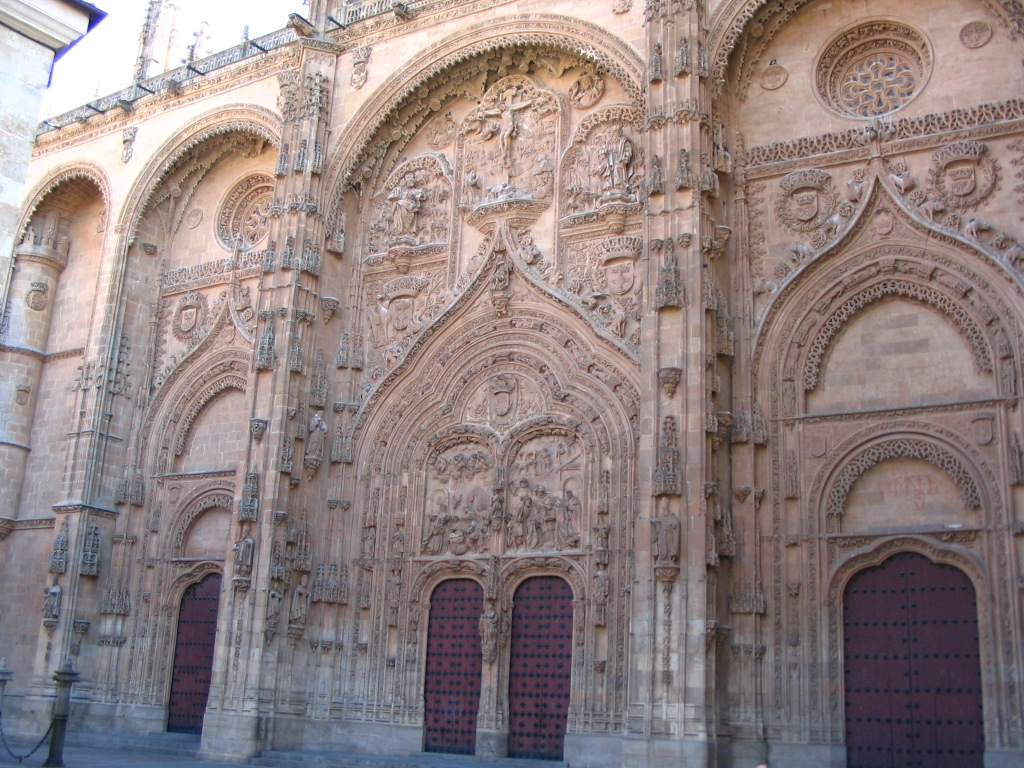
Façade de la nouvelle cathédrale de Salamanque.

- façade de la nouvelle cathédrale à Salamanque ;
- façade du couvent de Saint-Etienne à Salamanque ;
- cloître du couvent des Duègnes à Salamanque ;
- façade de l'église du Saint-Esprit à Salamanque ;
- façade de l'église Saint-Paul à Valladolid ;
- façade de la basilique Sainte-Marie Majeure à Pontevedra;
- monastère de Saint-Jean des Rois à Tolède ;
- façade du Pardon et balcon des Reliques de la cathédrale de Sainte-Marie à Coria ;
- porte de la Tannerie de la cathédrale Sainte-Marie à Burgos ;
- arrière-chœur et antécrypte de la cathédrale Saint-Antonin à Palencia ;
- façade de la cathédrale de l'Incarnation à Grenade (1528–1543).

### Universités et collèges

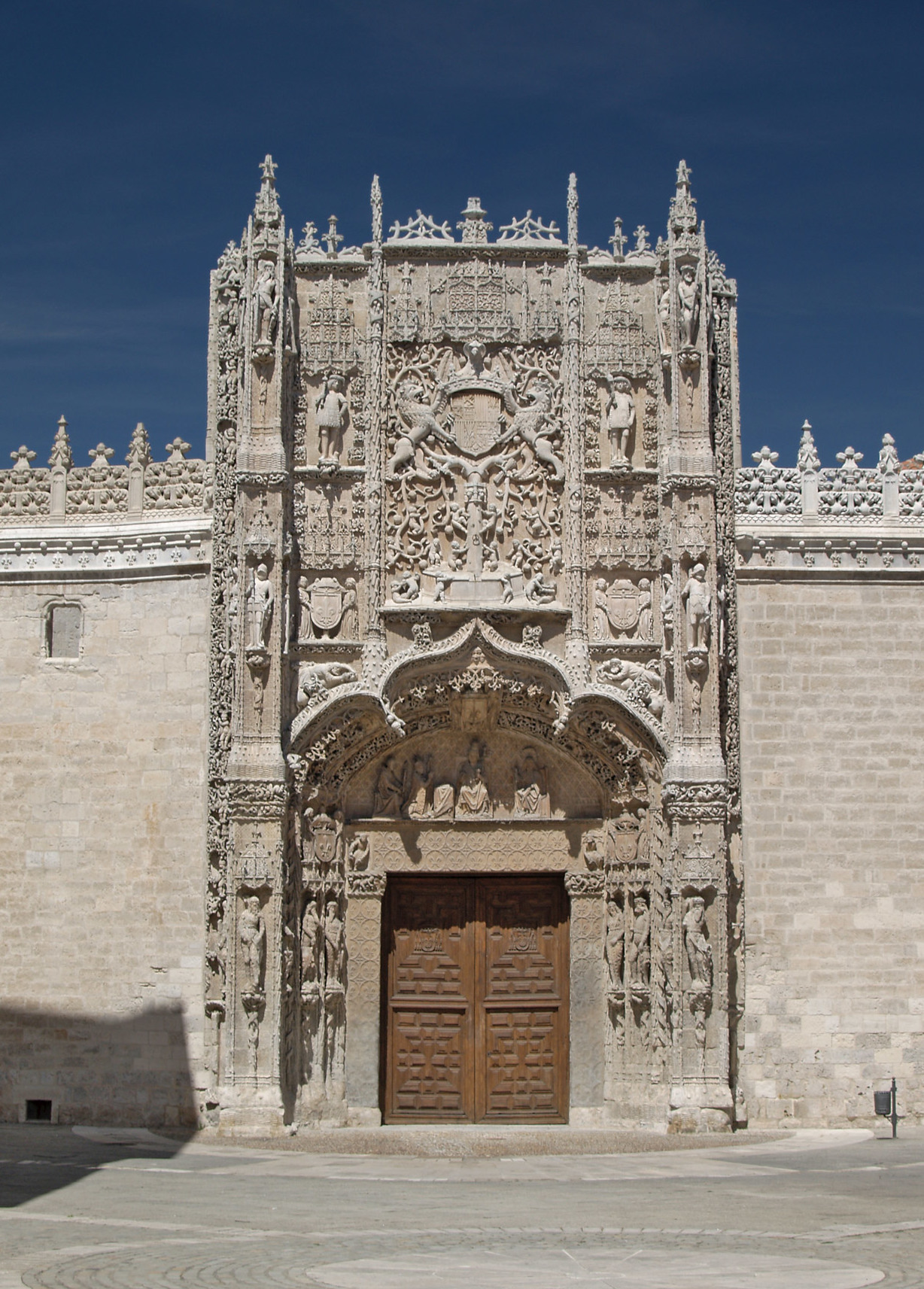
Façade du collège Saint-Grégoire à Valladolid.

- façade de l'université à Salamanque ;
- façade des collèges mineurs à Salamanque.
- façade du collège de la Sainte-Croix à Valladolid ;
- façade du collège Saint-Grégoire à Valladolid ;
- façade de l'université d'Alcalá de Henares à Alcalá de Henares (1541–1553) ;
- façade de l'université à Oñate ;

### Palais et édifices publics

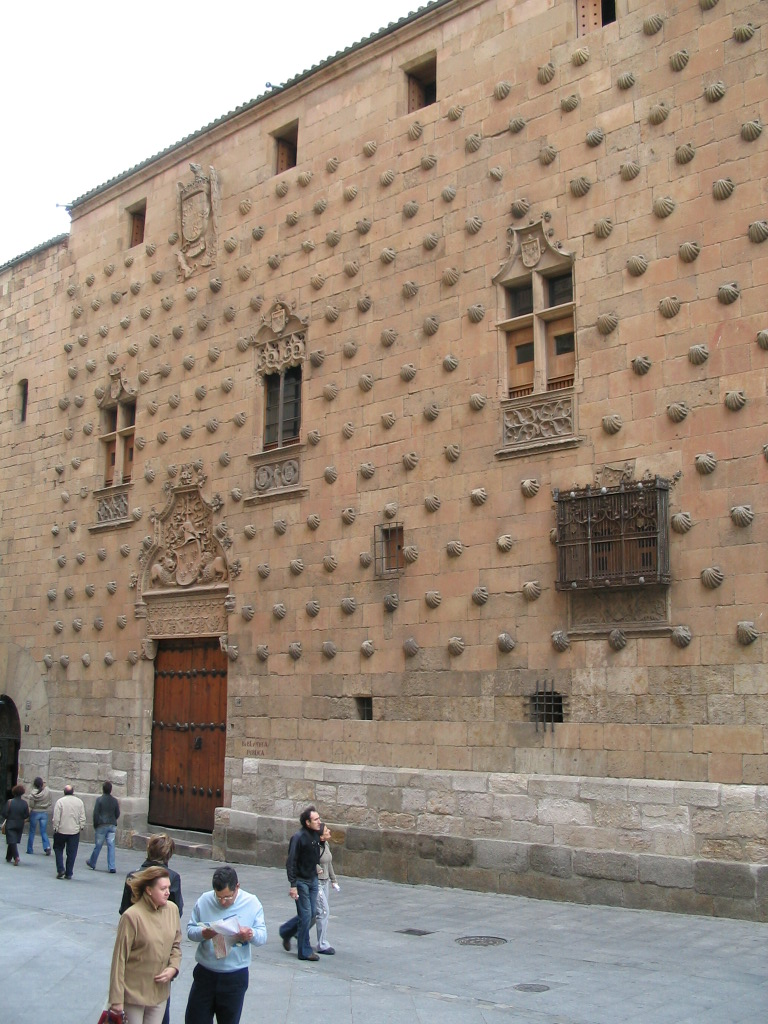
Façade de la Casa de Conchas à Salamanque.

- Casa de las Conchas à Salamanque ;
- hôpital des Rois-Catholiques à Saint-Jacques-de-Compostelle (1501-1512) ;
- hôpital du Roi à Burgos ;
- hôtel Saint-Marc à León ;
- hôtel de ville de Baeza ;
- hôtel de ville à Séville ;
- porte de Charles Quint à Viveiro ;
- ferronneries de la Casa de Pilatos à Séville ;
- palais de l'Infant à Guadalajara ;
- Casa del Sol du château de William Randolph Hearst à San Simeon (Californie) inspirée de l'architecture plateresque.

### Sources
- (es) Cet article est partiellement ou en totalité issu de l’article de Wikipédia en espagnol intitulé « Plateresco » (voir la liste des auteurs).

- (es) Cet article est partiellement ou en totalité issu de l’article de Wikipédia en espagnol intitulé « Gótico isabelino » (voir la liste des auteurs).